# لویس اسمیت
لویس اسمیت (به انگلیسی: Lewis Smith) (زاده ۱ اوت ۱۹۵۶) بازیگر آمریکایی است.
از فیلم‌های معروف او می‌توان به بازی در فیلم وایت ایرپ اشاره کرد.